# Jovan Uglješa
Jovan Uglješa († 1371) war der Bruder des serbischen Königs Vukašin und Despot von Serres.
Die früheste Erwähnung Uglješas ist 1346 datiert, allerdings als Uglessa baronus, Herr von Trebinje in der heutigen Herzegowina, welches damals dem serbischen Staat der Nemanjiden angehörte. An der Seite seines Bruders Vukašin machte Uglješa Karriere am Kaiserhof der Nemanjiden und stieg bis zum Woiwoden auf. Mit der langsamen Zersplitterung des Serbischen Kaiserreiches nach dem Tode Stefan Dušan' konnte sich Uglješa, gemeinsam mit Jelena, der verwitweten Gemahlin von Stefan Dušan, als Teilherrscher in Makedonien etablieren. Er nahm den Titel des Herren der serbischen Länder, von Griechenland und der Küste an. In byzantinischen Quellen wird er nur als Despot von Serbien erwähnt. In den Briefen des Patriarchen von Konstantinopel, Philotheos Kokkinos, wird sein Herrschaftsgebiet in Serres und am Unterlauf der Struma genannt.
Unter der Vermittlung des Patriarchen Philotheos, und um eine Koalition gegen die Osmanen zu begünstigen, kamen die unter seiner und Jelenas Herrschaft stehenden Bistümer, die Stefan Dušan seinerzeit der Kirche von Konstantinopel entzogen hatte, wieder unter die Jurisdiktion des Konstantinopeler Patriarchats. In der Schlacht an der Mariza 1371 versuchte Jovan Uglješa mit seinem Bruder Vukašin das Vordringen der Osmanen aufzuhalten; beide ließen in der Schlacht ihr Leben. Er war mit Jelena, der späteren Nonne Jefimija, verheiratet, nicht zu verwechseln mit der Kaiserinwitwe Jelena.